# Verbandsgemeinde Maikammer
La comunità amministrativa di Maikammer (Verbandsgemeinde Maikammer) si trova nel circondario della Weinstraße Meridionale nella Renania-Palatinato, in Germania.

## Comuni
Fanno parte della comunità amministrativa i seguenti comuni:
| Comune, città              | Sup. (km²) | Abitanti |
| -------------------------- | ---------- | -------- |
| Kirrweiler                 | 14,85      | 2 033    |
| Maikammer                  | 13,68      | 4 380    |
| Sankt Martin               | 11,20      | 1 695    |
| Verbandsgemeinde Maikammer | 39,73      | 8 108    |

(Abitanti al 31 dicembre 2021)